# Bystřany
Bystřany település Csehországban, Teplicei járásban. Bystřany Rtyně nad Bílinou, Modlany, Bžany, Teplice és Kladruby településekkel határos. Lakosainak száma 1935 fő (2024. január 1.).

## Népesség
A település lakosságának változását az alábbi diagram mutatja:
| Lakosok száma | 745  | 1401 | 2469 | 1985 | 1996 | 1841 | 1902 | 1899 | 1895 | 1935 |
|               | 1869 | 1890 | 1921 | 1950 | 1980 | 2001 | 2017 | 2019 | 2022 | 2024 |